# Kamel Ouejdide
Kamel Ouejdide (en árabe: كامل وجديد‎; Rabat, Marruecos; 1 de mayo de 1980 – 14 de septiembre de 2024) fue un futbolista marroquí, asentado en Francia, que jugó en la posición de delantero centro.

## Equipos
| Club                 | Temporada        | Liga                    | Liga        | Liga  |
| Club                 | Temporada        | División                | Apariciones | Goles |
| -------------------- | ---------------- | ----------------------- | ----------- | ----- |
| Caen                 | 1997-98          | Ligue 2                 | 1           | 0     |
| Caen                 | 1998-99          | Ligue 2                 | 1           | 0     |
| Caen                 | 1999-00          | Ligue 2                 | 8           | 1     |
| Caen                 | 2001-02          | Ligue 2                 | 0           | 0     |
| Caen                 | Total            | Total                   | 10          | 1     |
| Red Star             | 2000–01          | National                | 5           | 1     |
| Göztepe              | 2002–03          | Süper Lig               | 10          | 0     |
| Fortuna Düsseldorf   | 2003–04          | Oberliga Nordrhein      | 24          | 7     |
| ASOA Valence         | 2004–05          | National                | 31          | 11    |
| FC Sète              | 2005–06          | Ligue 2                 | 30          | 3     |
| Clermont             | 2006–07          | National                | 30          | 19    |
| Clermont             | 2007–08          | Ligue 2                 | 9           | 1     |
| Clermont             | Total            | Total                   | 39          | 20    |
| Cannes               | 2008             | National                | 11          | 0     |
| Racing de Ferrol     | 2009-10          | Segunda División B      | 19          | 4     |
| Boussu Dour Borinage | 2010-11          | Belgian Second Division | 24          | 17    |
| Boussu Dour Borinage | 2011–12          | Belgian Second Division | 3           | 0     |
| Boussu Dour Borinage | 2012-13          | Belgian Second Division | 31          | 12    |
| Boussu Dour Borinage | Total            | Total                   | 58          | 29    |
| WS Bruxelles         | 2013-14          | Belgian Second Division | 3           | 0     |
| Total de carrera     | Total de carrera | Total de carrera        | 240         | 76    |

## Logros
- Championnat National (1): 2006/07